# Wilopo
Wilopo (Purworejo, 21 oktober 1909 – Jakarta, 20 januari 1981) was de zevende minister-president van Indonesië.
Wilopo was al vanaf de Indonesische Onafhankelijkheidsoorlog betrokken bij de politiek. Zo was hij van 3 juli 1947 tot 29 januari 1948 onderminister van arbeid in het kabinet van Amir Sjarifoeddin, en in 1949-1950 was hij korte tijd minister van arbeid in de regering van de Verenigde Staten van Indonesië. In 1952 werd Wilopo door president Soekarno gevraagd een nieuw kabinet samen te stellen, een samenwerking van Wilopo's Indonesische Nationalistische Partij en de Masjoemi-partij. Het kabinet-Wilopo zou uiteindelijk ruim een jaar zitten, van 1 april 1952 tot 30 juli 1953. In die periode was Wilopo zelf ook 26 dagen minister van buitenlandse zaken en een kleine twee maanden minister van defensie.
Na zijn periode als minister-president was Wilopo onder andere voorzitter van de Konstituante en zat hij in een anti-corruptiecommissie.